# Liam Ferguson
Pour les articles homonymes, voir Ferguson.
Liam Ferguson est un acteur américain né à Harvey en Illinois le 17 décembre 1960.

## Filmographie

### Cinéma
- 1990 : Échec et Mort : Deli Owner
- 1991 : Another You : le dentiste
- 1993 : All My Children: Daytime's Greatest Weddings : l'officier de police
- 1995 : Jerky Boys, le film (The Jerky Boys: The Movie) de James Melkonian (en) : le policier
- 1995 : Hackers : Deli Owner
- 2002 : Passionada : le propriétaire du bateau
- 2007 : Shooter, tireur d'élite : l'homme d'affaires
- 2007 : Die Hard 4 : Retour en enfer : l'homme qui travaille pour le gouvernement
- 2007 : Benjamin Gates et le Livre des secrets
- 2008 : Burn After Reading : l'homme d'affaires
- 2009 : Ce que pensent les hommes : l'homme d'affaires
- 2009 : Jeux de pouvoir : le journaliste
- 2010 : Lullaby : l'homme d'affaires local
- 2010 : Main Street : Henry
- 2010 : Kalamity : le pilote militaire
- 2011 : Transformers 3 : DC Cop
- 2011 : J. Edgar : le directeur de la production radiophonique
- 2011 : Lives and Deaths of the Poets : James Brolin
- 2011 : L'Agence : l'avocat d'État
- 2012 : Happiness Therapy : le fan des Eagles
- 2013 : The Immigrant : le joueur de trombone
- 2014 : Top Five : le client de Dolce & Gabbana
- 2014 : The Affair : le détective du comté de Suffolk

### Télévision
- 1986 : As the World Turns : le barman (1 épisode)
- 2001 : New York 911 : Ronnie (1 épisode)
- 2009 : Flight of the Conchords : The Edge (1 épisode)
- 2009 : New York, police judiciaire : l'avocat de Stan (1 épisode)
- 2010 : How to Make It in America : le courtier de Wall Street (1 épisode)
- 2010 : Damages : l'homme d'affaires (1 épisode)
- 2010 : American Experience : le député de Caroline du Sud (1 épisode)
- 2010 : Gossip Girl : l'avocat puissant (1 épisode)
- 2010 : Gravity : le résident de l'Upper West Side (1 épisode)
- 2011-2012 : Unforgettable : plusieurs rôles (2 épisodes)
- 2012 : Game Change : le rédacteur senior (1 épisode)
- 2012 : America's Most Wanted : l'agent du FBI Emory et l'homme qui fait du lap dance (2 épisodes)
- 2012-2013 : Elementary : l'officier du NYPD et le shérif local (2 épisodes)
- 2013 : 666 Park Avenue : le voisin haut de gamme (2 épisodes)
- 2013 : The Good Wife : l'homme du musée interrogé (1 épisode)
- 2013 : Veep : le colonel (1 épisode)
- 2013 : Black Box : un résident (2 épisodes)
- 2013 : Killing Kennedy : le député du comté de Dallas
- 2013 : Boardwalk Empire : le député du shérif (3 épisodes)
- 2014 : The Carrie Diaries : le conducteur de taxi (2 épisodes)
- 2014 : Taxi Brooklyn : le mari (1 épisode)
- 2014 : The Mysteries of Laura : l'officier du NYPD Ferguson (2 épisodes)
- 2015 : House of Cards : le photographe (5 épisodes)